# Phyllodoce aleutica
Phyllodoce aleutica är en ljungväxtart som först beskrevs av Spreng., och fick sitt nu gällande namn av Heller. Phyllodoce aleutica ingår i släktet lappljungssläktet, och familjen ljungväxter. Inga underarter finns listade i Catalogue of Life.

## Bildgalleri

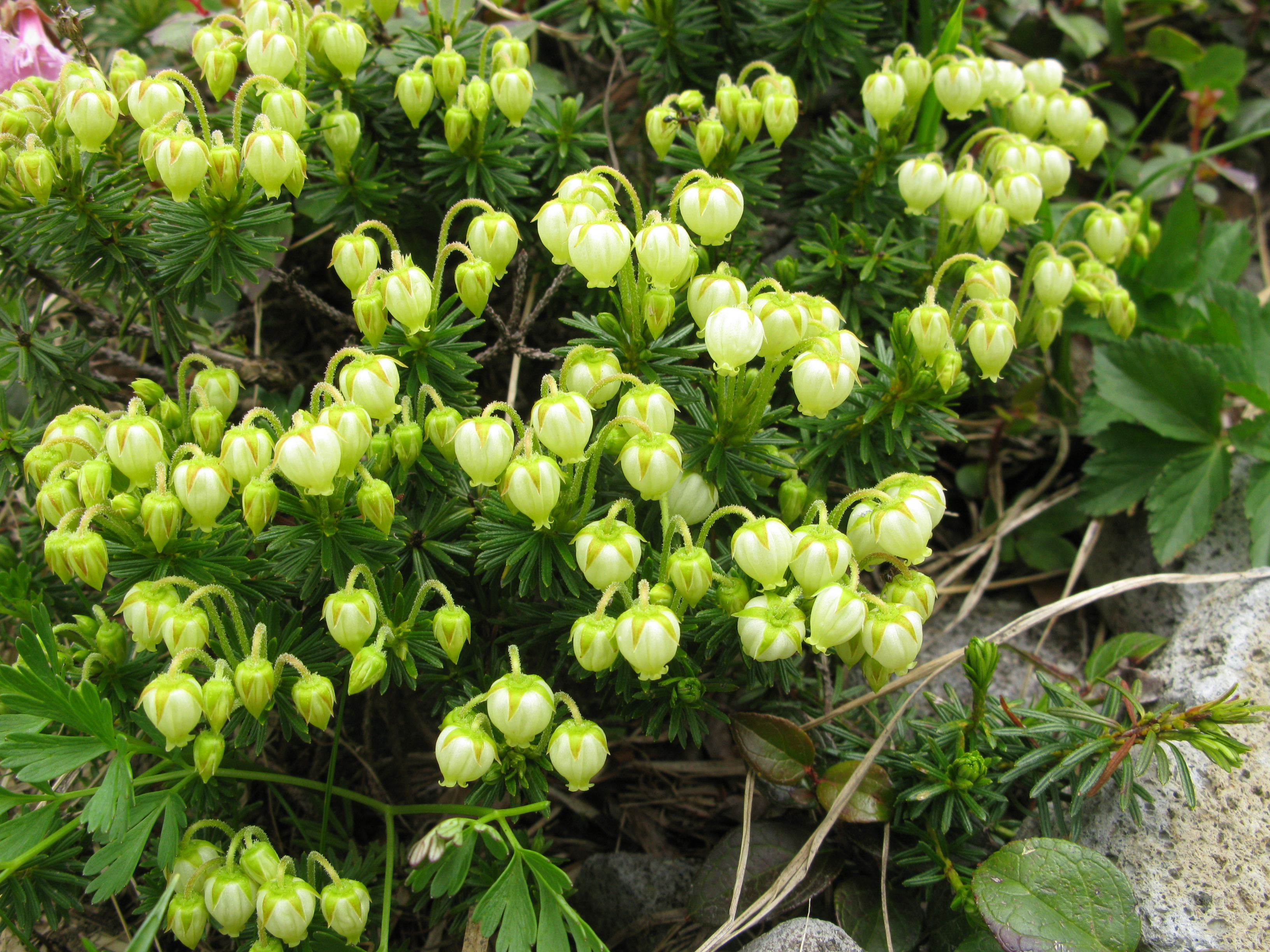
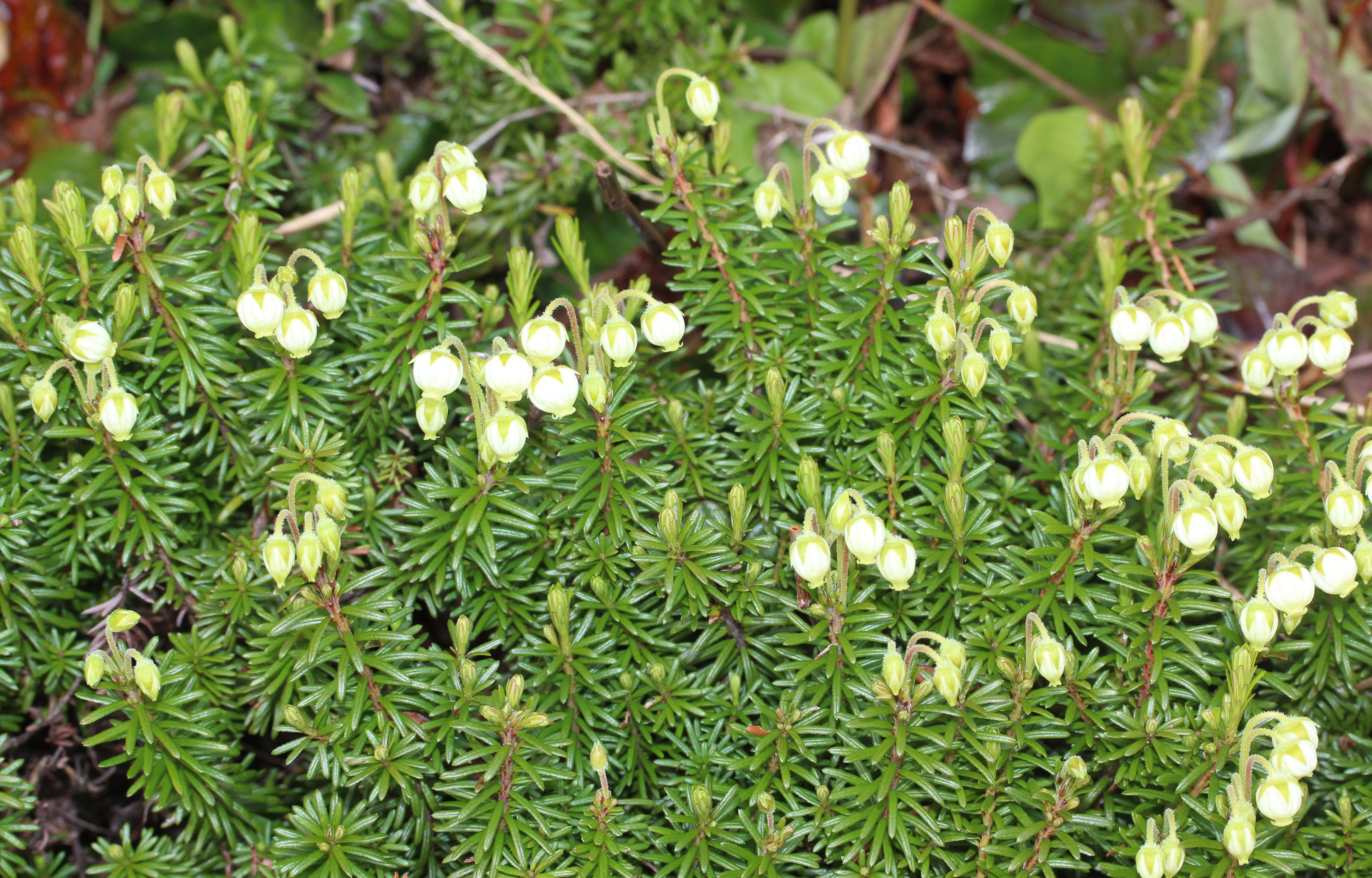
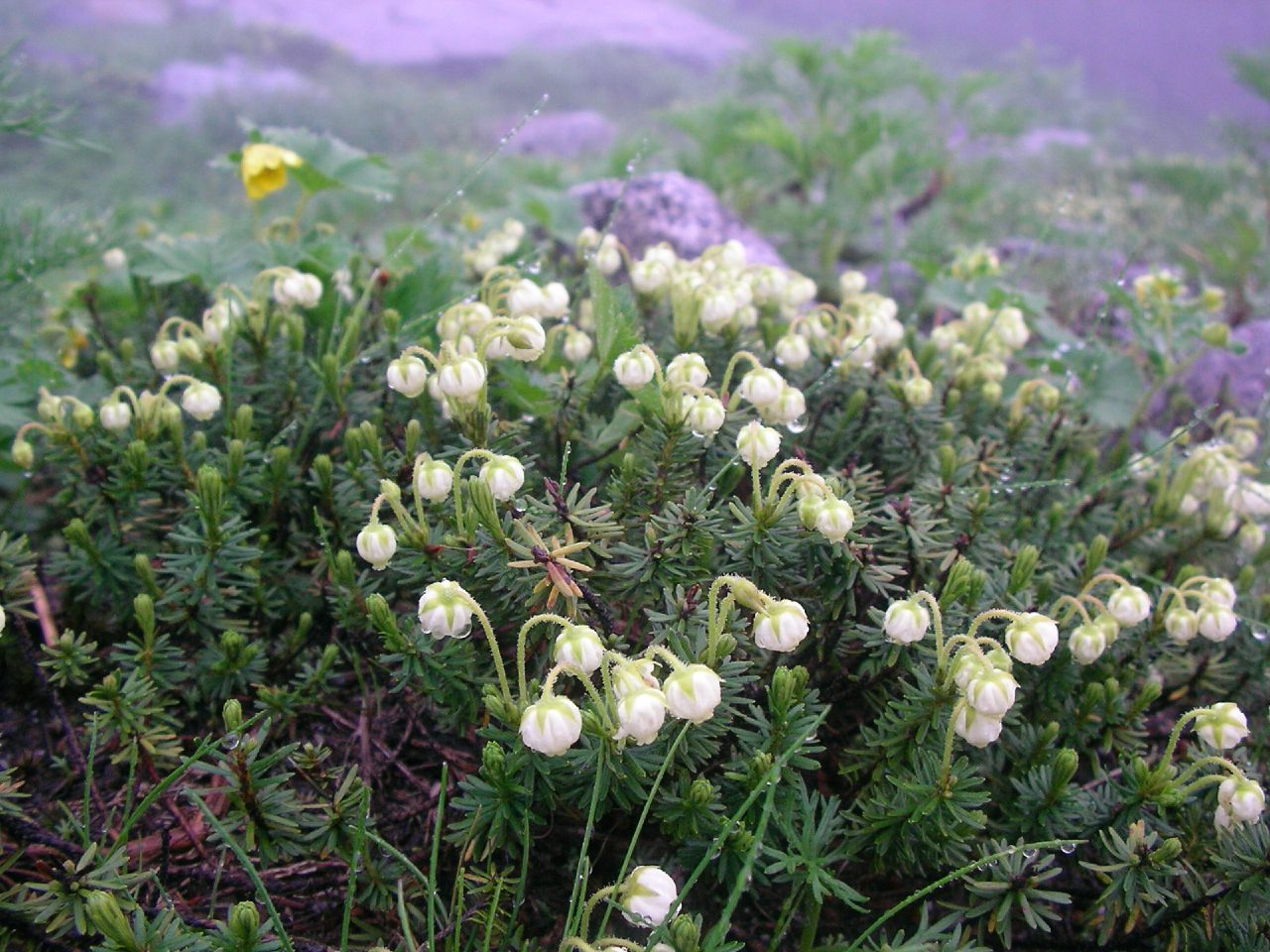
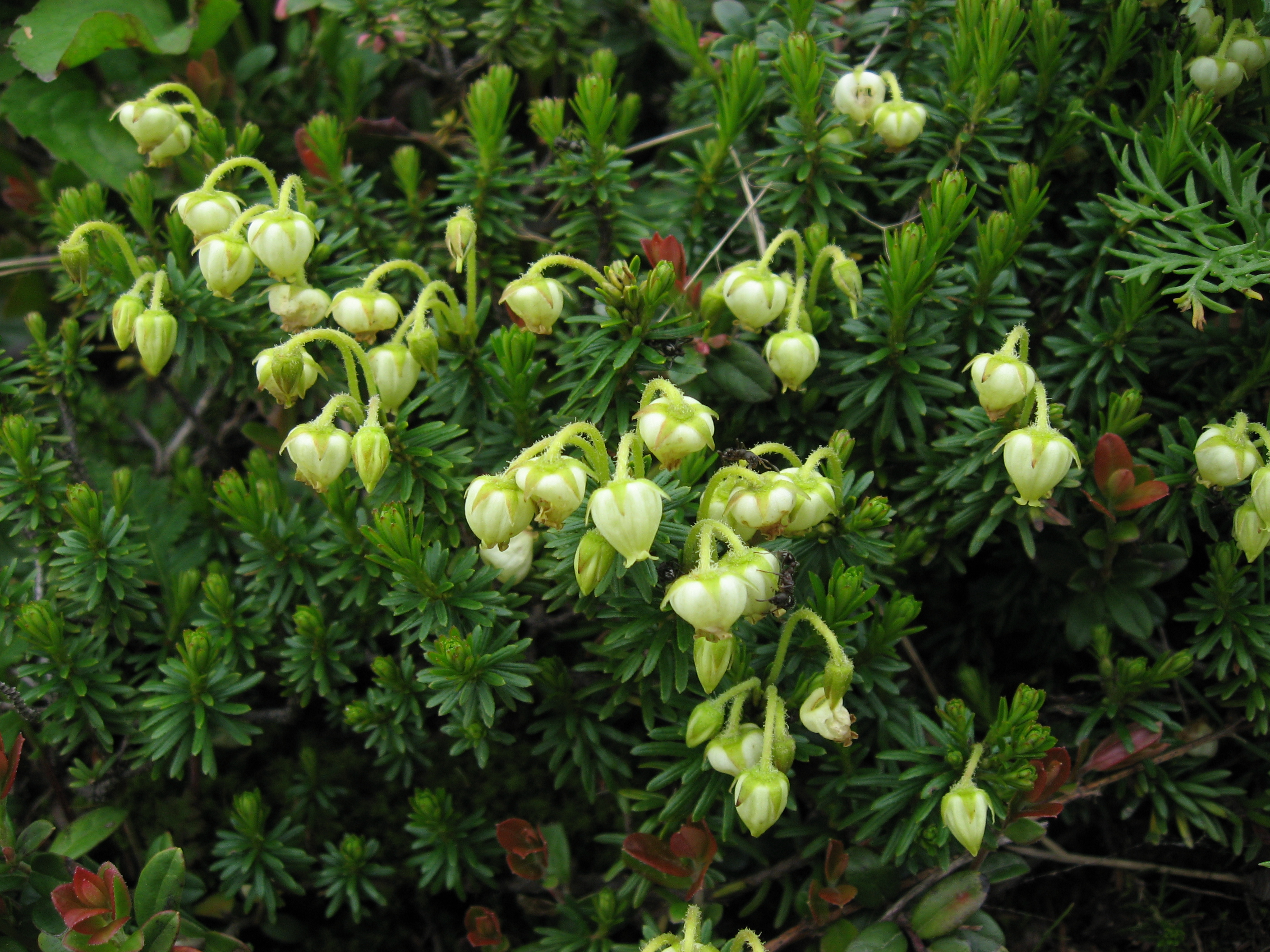
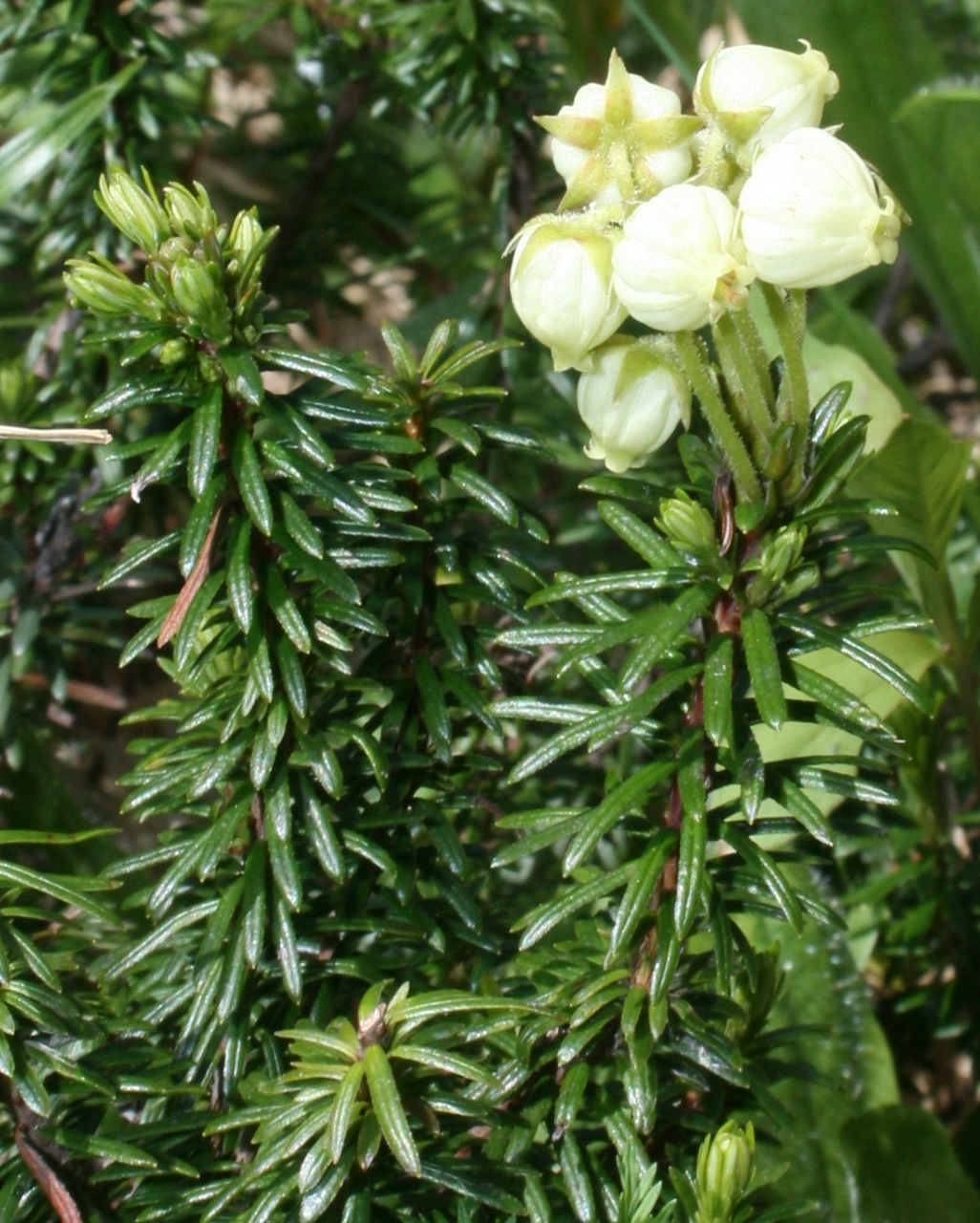
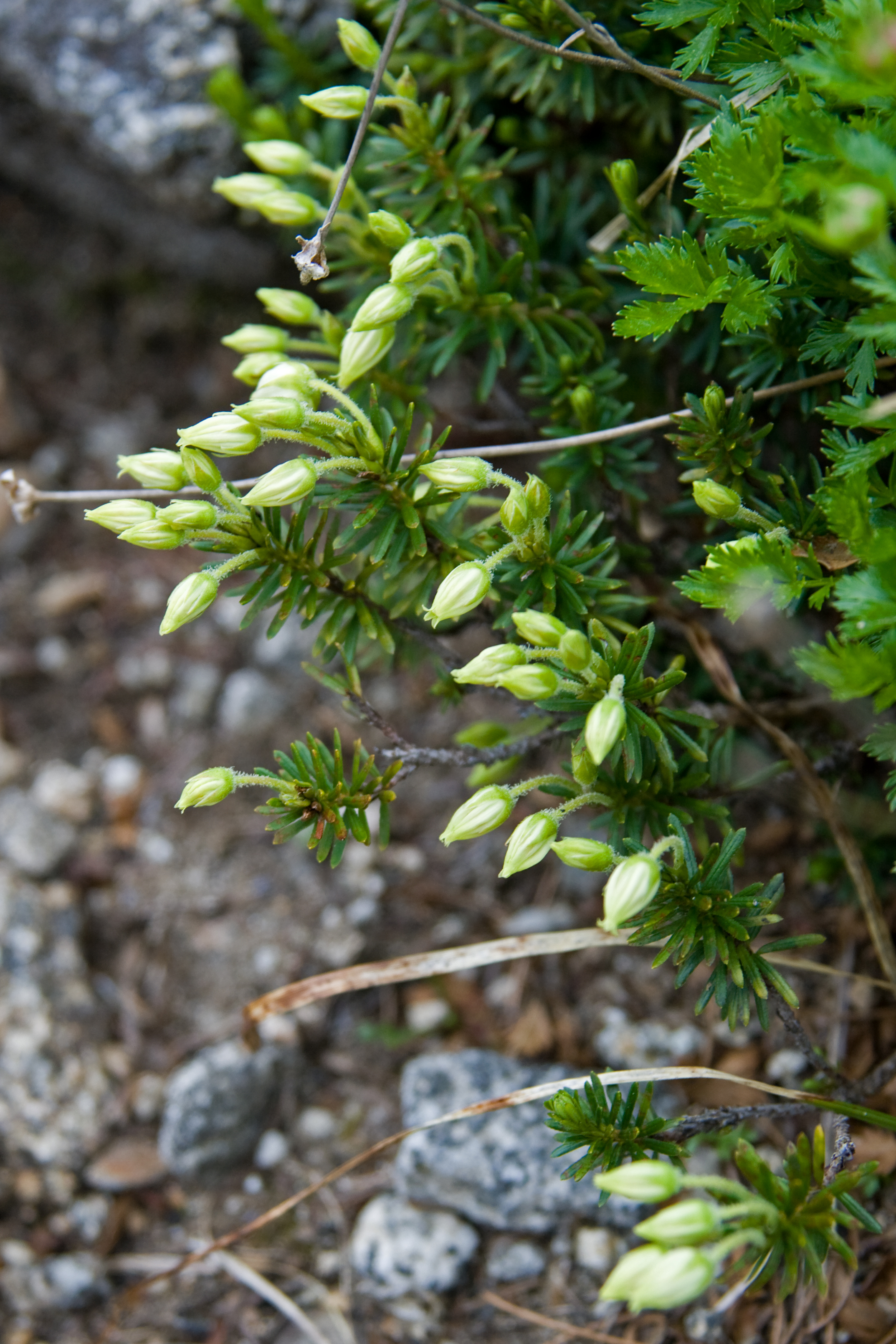